# Ill (Vorarlberg)

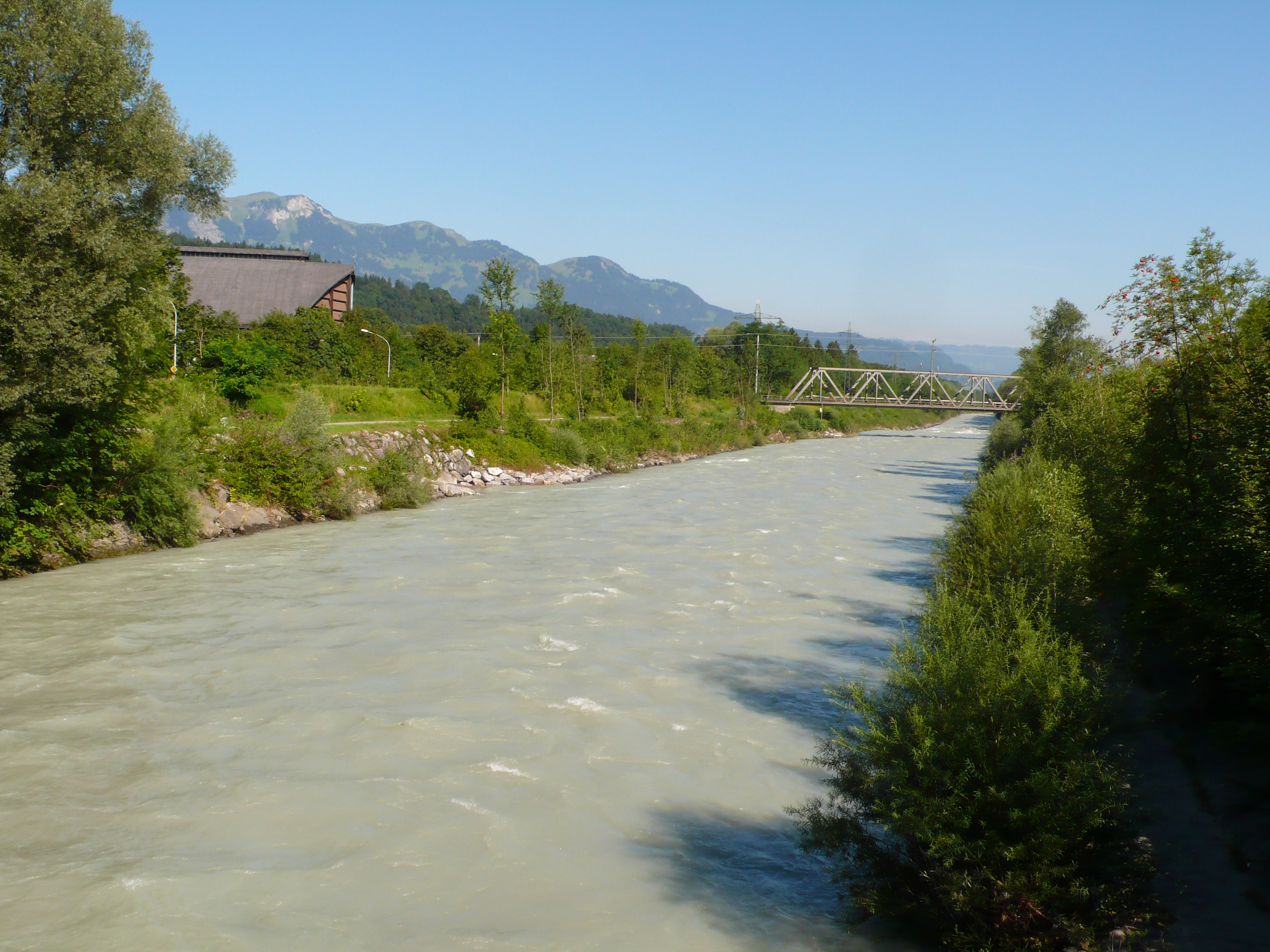
Ill (Vorarlberg)

Ill este un afluent al Rinului situat în Vorarlberg, Austria. Râul are izvorul în Alpii Silvretta, ghețarul Ochsentaler, la altitudinea de 2.240 m.
După parcurgerea unei distanțe de 72 km, și o diferență de altitudine de 1.811 m, se varsă în Rin la Meiningen.

Afluenți
Klostertalbach, Balbierbach, Litz, Alfenz, Alvierbach, Schesa, Lutz, Meng, Samina
Localități traversate
Feldkirch, Bludenz